# Rekombination (Chemie)
Rekombination (laut IUPAC-Definition colligation, deutsch Kolligation genannt) ist die Verknüpfung zweier Atome oder Moleküle mit jeweils einem freien Elektron, also die Verbindung zweier Radikale, unter Bildung einer kovalenten Bindung. Sie ist das Gegenteil der Spaltung eines Moleküls in zwei ungeladene Einheiten mit je einem ungepaarten Elektron (unimolekulare Homolyse).
Beispiel:
Im obigen Beispiel verläuft die Reaktion unter Bildung einer Kohlenstoff-Sauerstoff-Einfachbindung. Daneben sind viele weitere Kombinationen möglich, zum Beispiel die Bildung von Bindungen zwischen Kohlenstoffatomen und Übergangsmetallen. Auch viele Kettenabbruchreaktionen zählen zu diesem Reaktionstyp.
Beispiele:
- Bildung von NH4Cl-Feinstaub (Ammoniumchlorid) in Abgasen aus den Elementen oder Ammoniak
- Rekombination von Dioxinen in Abgasen
- Einfangen von (bei Bränden entstandenen) freien Radikalen durch Flammschutzmittel